# باد کولگروب
باد کولگروب (به آلمانی: Bad Kohlgrub) یک شهر در آلمان است که در بایرن واقع شده‌است.

## خصوصیات
باد کولگروب ۳۲٫۶۶ کیلومترمربع مساحت دارد ۸۲۸ متر بالاتر از سطح دریا واقع شده‌است.